# توین لیکس، شهرستان مانومن، مینه‌سوتا
توین لیکس (به انگلیسی: Twin Lakes) یک منطقهٔ مسکونی در ایالات متحده آمریکا است که در شهرستان مانومن، مینه‌سوتا واقع شده‌است. توین لیکس ۱۴۹ نفر جمعیت دارد و ۴۴۱٫۹۷ متر بالاتر از سطح دریا واقع شده‌است.